# Halurgie
Het begrip halurgie (combinatie van het Oudgrieks αλος: ‘zout’, en ἐργον: ‘werk’) is een algemene term voor de wetenschap van het ontginnen van keukenzout. Dit begrip was vooral in de 18de en 19de eeuw gangbaar, maar is sedertdien grotendeels in onbruik geraakt.
De halurgie was een vooral in het zuiden van Duitsland en Oostenrijk beoefende wetenschap; deze streken waren sterk afhankelijk van de zouthandel, en mogelijke manieren om zoutwinning efficiënter te maken, genoten een aanzienlijke belangstelling. Halurgen bestudeerden de diverse technieken voor het exploiteren van zoutmijnen, het distilleren van zout met gradeerinstallaties, het ontginnen van zeezout uit verdamping, het zieden van pekel alsook het ontginnen van zoutsteen en kalium. Met de industrialisatie van de mijnindustrie, en dus ook van de zoutmijnen, is evenwel het belang van de halurgie naar de achtergrond verdwenen.